# 尼美根條約

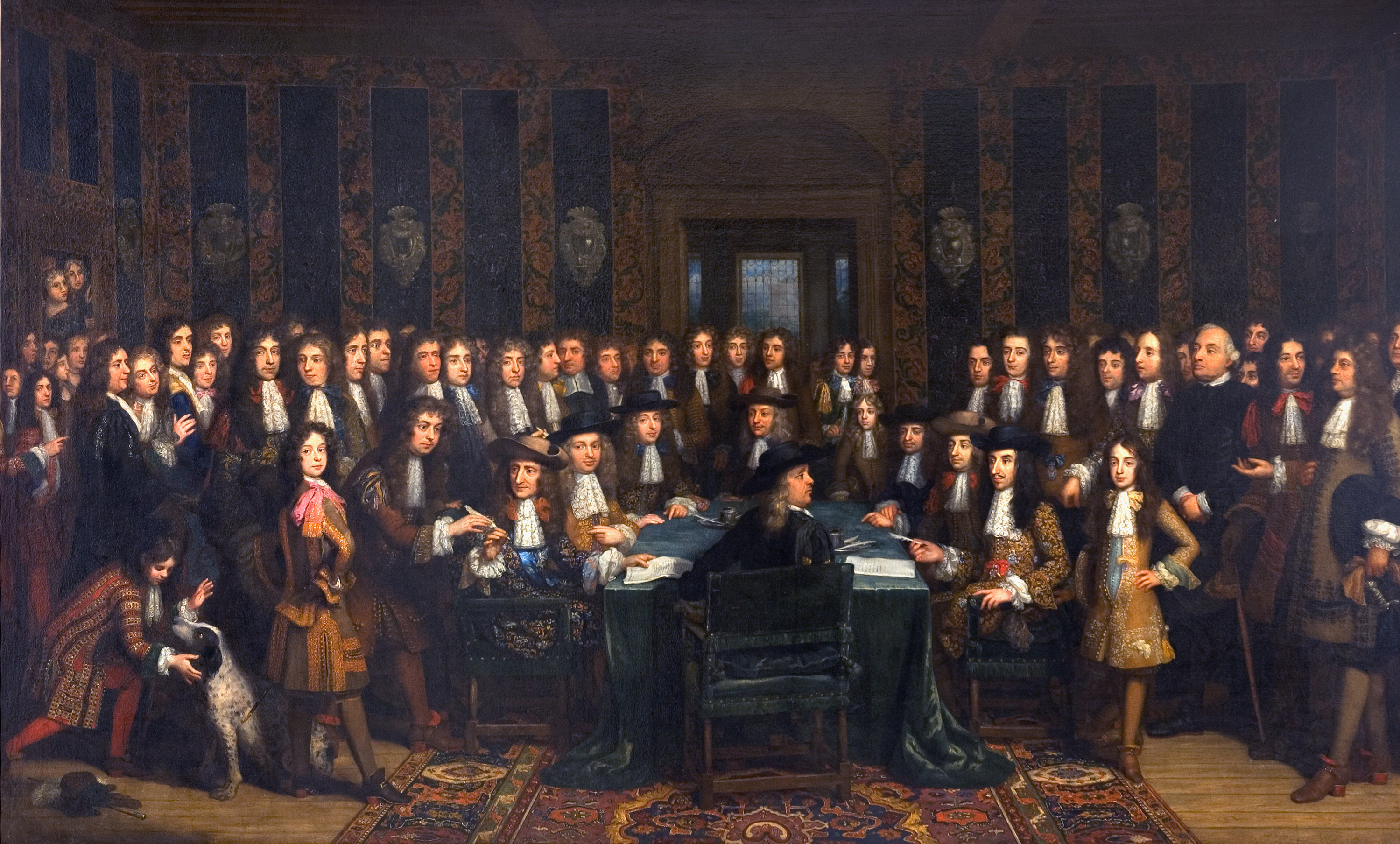
尼美根條約

尼美根條約（Treaty of Nijmegen）是1678年至1679年，法國、荷蘭、神聖羅馬帝國等國在荷蘭尼美根締結的諸多國際條約之總稱，終結法荷戰爭。

## 主要內容
根據條約，路易十四的法國獲得法蘭琪-康堤和法蘭德斯的部分都市，歸還馬斯垂克和法蘭德斯北部的部分領土。